# Who’s Who
Who’s Who ist der Titel eines Personenlexikons, das im Jahr 1847 vom schottischen Verleger Adam Black in Edinburgh begründet und ab 1849 jährlich vom Verlagshaus A&C Black verlegt wurde. Erstmals 1897 wurden biografische Daten mit alphabetischer Einteilung veröffentlicht. Dieses Lexikon erscheint inzwischen bei Bloomsbury Publishing und ist auch als E-Book erhältlich.
Im übertragenen Sinne (metaphorisch) wird der Titel Who’s who im Deutschen (wie auch im Englischen) als Begriff verwendet, der eine Gruppe wichtiger oder auf einem Fachgebiet führender Personen bezeichnet; etwa im Journalismus, zum Beispiel: „Die Teilnehmerliste des Kongresses las sich wie ein Who’s who der Herzchirurgie“.

## Geschichte
A&C Black war zugleich Verleger der 7. bis 10. Auflage der Encyclopædia Britannica. Zur Gründung des Who’s Who kam es, da die kurzen Einträge der gedruckten Werke es nicht erlaubten, ausführliche Porträts bedeutender Persönlichkeiten abzubilden. Zugleich konnten nicht alle Persönlichkeiten berücksichtigt werden. 1848 widmete sich die erste Personenenzyklopädie des Who’s Who auf 250 Seiten der britischen Königsfamilie, dem Hochadel, Politikern, Richtern und Offizieren. Binnen weniger Jahre avancierte das Nachschlagewerk, das sich in folgenden Ausgaben unterschiedlichen Personenkreisen widmete, zu einem renommierten Lexikon.
Noch zu Lebzeiten verkaufte Adam Black das Who’s Who, mit allen Markenrechten, an den in Chicago ansässigen Verlagskonzern Sears Roebuck. Heute liegen die Verlagsrechte des Who’s Who bei dem US-amerikanischen Verleger James Finkelstein, der unter anderem das Washingtoner Polit-Blatt The Hill und seit 2009 die Publikationen des US-Musikmagazins Billboard kontrolliert.
Die Popularität des Namens rief unzählige Nachahmer auf den Plan, welche zumeist durch unseriöse Geschäftspraktiken in die Kritik gerieten. Möglich wurde dieser Markenmissbrauch durch den Zusatz von Namen oder Bezeichnungen wie Hübners Who is Who oder WHO’S WHO in business – online wodurch die Marke deutlich verfremdet wurde. Der originale und geschützte Name lautet dagegen allein WHO’S WHO. Andere Verlage stehen mit dem Original in keiner Beziehung.
Nach dem Tod von Adam Black 1874 erschienen ab 1899 die Ausgaben des Who’s Who auch in den USA und Australien. 1936 veröffentlichte der Ungar Szabo Taylor in Zürich WHO’S WHO in Central and Eastern Europe, die erste WHO’S-WHO-Ausgabe mit klassischem rotem Einband und gegliederten Biografien in englischer Sprache auf dem europäischen Kontinent. Zugleich entwickelte sich der Name des Lexikons zum Sinnbild für einen ausgewählten Personenkreis, wodurch bis heute sprichwörtlich z. B. vom „Who’s Who der Wirtschaft“ die Rede ist. Nach dem Zweiten Weltkrieg folgten zahlreiche europäische Länder. Seit 1978 gab der Verleger Friedrich Sutter zusammen mit Theodor Doelken die Titel WHO’S WHO in Germany, … in Austria, … in Italy, … in Medicine, … in Arts and Literature, … in Fashion und … in Technology heraus.
Das Marquis Who’s Who ist eine geschützte Marke der Marquis Ventures LLC in Berkeley Heights, New Jersey. Die Einträge waren bis etwa 2005 kostenlos, erforderten jedoch entsprechende berufliche Referenzen. Da sich das Geschäftsmodell offenbar nicht mehr rechnet, müssen inzwischen auch die eingetragenen Personen dafür bezahlen, was teilweise als unseriös eingeschätzt wird. Die Personen erhalten aber eine Gegenleistung zum Beispiel durch Zugang zu der umfangreichen Datenbank, wodurch internationale Kontakte möglich sind.

## Ausgaben in Deutschland
Von 1905 bis 2015 wurde eine deutsche Entsprechung unter dem Titel Wer ist’s? (seit 1951 Wer ist wer?) herausgegeben. In Deutschland wurde 1978 eine Neuregistrierung der Marke Who’s Who vom Deutschen Patent- und Markenamt abgelehnt, da sich der Ausspruch „Who’s Who“ als Gattungsbegriff durchgesetzt hatte. Die Wort-Bild-Marke des Who’s Who blieb jedoch bestehen und die Rechte daran liegen heute bei Theodor Doelken. Die Marke Who’s Who wird in Abwandlung als Who is Who auch von anderen Anbietern und Verlegern genutzt.
Somit ist der Begriff für die Verwendung derer, die Who’s Who mit der Verbindung eines weiteren Namens verwenden, z. B. Das Mustermann-Who’s Who der Kommunikation, frei. Zugleich fand das ausgeschriebene „Who is Who“ als Variante Einzug. Diese Register sind oft in der Landessprache des Verlags und unterscheiden sich erheblich durch fehlende Aufnahmekriterien der dargestellten Personen. Gemeinsam sind den klassischen WHO’S-WHO-Ausgaben seit 1849 der rote Bucheinband, die kostenlose Aufnahme nach festgelegten Kriterien und strukturierte biografische Texte in englischer Sprache. Eine organisatorische Verbindung der Herausgeber in Deutschland mit den traditionellen Verlagen anderen Ländern besteht für die jährlichen Buchausgaben gegenwärtig nicht mehr.
Die letzte Buchausgabe des Who’s Who in englischer Sprache erschien in Deutschland 2001 in Zusammenarbeit des Verlags Who’s Who MediaMarketing GmbH mit der Frankfurter Allgemeinen Zeitung durch Theodor Doelken. Das Buch wurde durch die im 3-Monats-Turnus erscheinende CD-ROM Who’s Who European Business und die größte biografische Wirtschaftsdatenbank who-database.com abgelöst.

## Personalenzyklopädien in verschiedenen Ländern
Das britische Nachschlagewerk Who’s Who mit Biografien bekannter Personen seit 1849 hat zu entsprechenden Personalenzyklopädien in anderen Ländern geführt:
- Dänemark: Kraks Blå Bog (seit 1910) jährlich
- Deutschland: Wer ist’s? (1905–1935) und Wer ist wer? (seit 1951)
  - Wer war wer in der DDR? (historisches Lexikon)
  - Who is Who in der Bundesrepublik Deutschland (seit 1989), siehe Hübners Who is Who
- Finnland:
  - Vem och vad (schwedisch, 1920–2010) mit 19 Ausgaben
  - Kuka kukin on (finnisch, seit 2009)
- Frankreich: Who’s Who in France (seit 1953) jährlich
- Norwegen: Hvem er Hvem? (seit 1912) mit 14 Ausgaben im 20. Jahrhundert
- Schweden: Vem är det? (seit 1912) alle 2 Jahre
- Schweiz: Swiss Who’s Who
- Ostschweiz: Who’s Who der Ostschweiz

## Who Was Who
Wenn das Thema eines Who’s-Who-Eintrags stirbt, wird die Biographie in den nächsten Band von Who Was Who übertragen, wo sie normalerweise so gedruckt wird, wie sie im letzten Who’s Who erschienen ist, mit dem hinzugefügten Todesdatum.
Der erste Band von Who Was Who behandelte die Todesfälle zwischen 1897 und 1915. Sie wurden in 10-Jahres-Intervallen und ab 1990 in 5-Jahres-Intervallen veröffentlicht.